# توماس آلین (بازیکن فوتبال)
توماس آلین (انگلیسی: Thomas Allin؛ ۵ آوریل ۱۸۶۲ – ۶ سپتامبر ۱۹۴۵) بازیکن فوتبال اهل بریتانیا بود.
از باشگاه‌هایی که در آن بازی کرده‌است می‌توان به باشگاه فوتبال نوتس کانتی اشاره کرد.